# Дебден (станція метро)
51°38′43″ пн. ш. 0°05′02″ сх. д. / 51.645278° пн. ш. 0.083889° сх. д.
Дебден (англ. Debden) — станція Центральної лінії Лондонського метрополітену. Станція знаходиться у Лоутон, Еппінг-Форест, Лондон, у 6-й тарифній зоні, між метростанціями — Тейдон-Буа та Лоутон. В 2018 році пасажирообіг станції — 2.26 млн пасажирів

## Історія
- 24. квітня 1865: відкриття Чигвелл-роуд[3]
- 1. грудня 1865: перейменовано на Чигвелл-лейн
- 22. травня 1916: тимчасове припинення трафіку
- 3. лютого 1919: відновлення трафіку
- 25. вересня 1949: перейменовано на Дебден; початок трафіку Центральною лінією
- 18. квітня 1966: закриття товарної станції[4]

## Пересадки
На автобуси London Buses маршрутів: SB09, 66A, 133, 418, 418B та 689.

## Послуги
| Попередня станція | Лінія | Лінія                             | Лінія | Наступна станція |
| ----------------- | ----- | --------------------------------- | ----- | ---------------- |
| Тейдон-Буа        |       | Лондонське метро Центральна лінія |       | Лоутон           |